# آذرخش و خورشید
آذرخش و خورشید (انگلیسی: The Lightning and the Sun) نام کتابی است از ساویتری دوی موکرجی که در سال ۱۹۵۸ به چاپ رسیده‌است. این کتاب فلسفه تاریخ از نظر این نویسنده و نقد او به دنیای نو را شامل می‌شود. این کتاب به خاطر ادعای اینکه آدولف هیتلر یکی از اوتار ویشنو خدای هندو بوده‌است مشهور شده‌است. این کتاب اخیراً دوباره چاپ شده‌است و یک روخوانی از آن نیز ضبط و منتشر شده‌است.
در این کتاب ساویتری دوی موکرجی سه مفهوم «انسان در زمان»، «انسان فرا زمان» و «انسان علیه زمان» را مطرح می‌کند که مثال‌های آنها به ترتیب چنگیز خان، آخناتون، و آدولف هیتلر هستند. نماد آنها نیز به ترتیب آذرخش (قدرت ویرانگر)، خورشید (نیروی زندگی بخش)، و آذرخش و خورشید (نیرو ویرانگر شده برای زندگی) هستند. این کتاب همچنین بخشی در مورد کالی یوگا و کالی دارد.
نوشتن این کتاب در سال ۱۹۴۸ آغاز شد، و در سال ۱۹۵۶ به پایان رسید و در سال ۱۹۵۸ برای نخستین بار در کلکته به چاپ رسید. نویسنده این کتاب آن را پاسخی به رویدادهای سال ۱۹۴۵ و پس از آن می‌داند. این کتاب به «فرد خداگونه زمان ما، انسان علیه زمان، برترین اروپایی تمام دوران، آذرخش و خورشید، آدولف هیتلر هدیه شده‌است، به عنوان ادای احترام با عشق و وفاداری تا ابد». این کتاب با نقل قول‌هایی از بهگود گیتا و رودلف هس آغاز می‌شود.